# Berkes Gábor
Berkes Gábor (Budapest, 1962. december 31. –) magyar zenész, zeneszerző, producer.
Gyermekszínészként több filmben is játszott, legtöbbször Kovács Krisztiánnal együtt.
A 80-as években az Első Emelet együttes hozta meg a sikert számára, majd a Rapülők és az Emberek együttes tagja volt. 
2017. május közepén, kollégájával Patkó Béla Kiki-vel nagy bejelentést tettek. Megalakították az Emelet elnevezésű zenekart. A két előadó elhatározta, hogy nem hagyják a régi Első Emelet dalokat elveszni és koncertezésbe kezdenek. 
A zenélés mellett produceri tevékenységet is folytatott. 2014 óta a Turay Ida Színház zenei vezetője.
Gyermekei Berkes Bence és Berkes Boglárka szinkronszínészek. Édesapja Berkes Péter író.

## Iskolák
- 1966–1968: XIII. ker. zeneóvoda
- 1969–1977: I. ker. zeneiskola
- 1977–1981: Bartók Béla Zeneművészeti Szakközépiskola

## Filmek
- Keménykalap és krumpliorr (1974)
- Utánam, srácok! (1975)
- Barátom, Bonca (1975)
- Hugó, a víziló (1975) magyar hang
- Bezzeg a Töhötöm (1977)
- Székács a köbön (1978)
- Csata a hóban (1982)
- Lógós (1983)
- Linda (sorozat) - Pop pokol (1986)
- Kisváros (1999–2001)

## Lemezek

### Zenekari tag
- Első Emelet - 8 album (1984–1990)
- Rapülők - Rapülők (1992)
- Rapülők - Rapeta (1993)
- Rapülők - Riszájkling (2006)
- Emberek - 100 út
- Emberek - Tábortűz
- Emberek - Forog a föld

### Közreműködő
- Viki és a Flört (1985)
- 100 Folk celsius (1985)
- Fonográf koncertalbum (1985)
- Prognózis (1985)

### Szerző, producer, hangmérnök
- Szűcs Judith - Felelőtlen gondolat (1986)
- Hevesi Tamás - Ezt egy életen át kell játszani
- Hevesi Tamás - Abo Abo
- St. Martin 1-2.
- Szulák Andrea - Nem harap a néni
- Meseautó 1-2. - régi dalok feldolgozása
- Xénia láz - Tiltott szerelem
- Baby Sisters - Jó estét nyár, jó estét szerelem
- Baby Sisters - Hoppá
- Mr Rick - Zárjon be a gyár

## Filmzenék
- Magyarország legszebb templomai (1984)
- Szeleburdi vakáció (1988)
- Űrgammák (1995)
- TV a város szélén (1998)
- Hippolyt (1999)
- Első generáció (2000)
- Apám beájulna (2004)
- Egy szoknya, egy nadrág (2005)
- Egy bolond százat csinál (2006)
- Eszter hagyatéka (2007)
- Szuperbojz (2009)
- Keleti PU. (2010)
- Kaland (2011)

## Reklámzenék
- 1981-től folyamatosan, kb. 1000 reklámfilmhez írt zenét.

## Filmes szinkronhang
(részben Berkes Gabi néven)
- 1973: Róma, nyílt város (Roma, citta aperta, 1945); kis Marcello (Vito Annichiarico)
- 1978: A két Fjodor (Dva Fjodora, 1959); kis Fjodor (Nyikolaj Hurszin)
- 1973: Jancsi és a varázsbab (Jack and the Beanstalk, 1967); Jancsi (Bobby Riha)
- 1971: Szökevény a Borostyán-táborból (Beglec iz Jantarnovo, 1969); Szerjózsa (Szerjózsa Nyecsipor)
- 1973: De én nem akarok megnősülni! (But I Don’t Want to Get Married, 1970); Carl (Ted Eccles)
- 1973 k.: Kamaszkorom legszebb nyara (Summer of ’42, 1971); Benjie (Oliver Conant)
- 1973: Volt egyszer egy zsaru (Il était une fois un flic…, 1972); Bertrand (Hervé Hillien)
- 1973 k.: Bízzanak bennem! (Faites-moi confiance, 1972); Robert Martin (Louis de Malet
- 1981: Csalétek (The Bait, 1973); Mickey (Brad Savage)
- 1974: Vitya iskolába megy (Kaplja v morje, 1973); Vitya Szinicin (Alekszandr Maszlennyikov)
- 1975: A Farkassziget rejtélye (Aventurile lui Babusca, 1975); n.a.
- 1975: Hugó, a víziló (Hugo the Hippo, 1975); Jorma hangja
- 1976: Vihar a szárazföldön (Storm na szuse, 1975); Mityka Hrjapov (Alekszandr Makarcev)
- 1976 k.: Órarend holnapra (Raszpiszányije na závtra, 1976); n.a.
- 1979: Tizenötéves korom nyara (Den sommeren jeg fylte 15, 1976); Peter Fagerlund (Steffen Rothschild)
- 1980: A vörös nyakkendő (Rotschlipse, 1978); Paule (Michael Döring)

## Színház
- Kutyánszky Kázmér, a versíró kutya - gyerekmusical (1986)
- Hazudni tudni kell zenei vezető Bemutató: 2017. február 11. 2017
- A férfiak a fejükre estek zenei vezető Bemutató 2017. március 18.
- Irma, te édes zenei vezető Bemutató 2017. november 18.
- Égben maradt repülő zenei vezető Bemutató 2016. február 20.
- Ikrek előnyben! szerző Bemutató 2016. március 19.
- Imádok férjhez menni zenei vezető Bemutató 2016. november 19.
- A vöröslámpás ház színész Bemutató 2015. április 25.
- Párizsi éjszakák zenei vezető Bemutató 2015. november 14.
- Hello, Dolly! zenei vezető Bemutató 2015. október 17.
- Bubamara zeneszerző Bemutató 2014. október 18.
- Csakazértis Szerelem zenei szerkesztő Bemutató 2014. március 1.

## Díjai, elismerései
- Popmeccs - 1985–1990: Év billentyűse (szakmai és közönség)